# Остапенки (Хорольский район)
Остапенки (укр. Остапенки) — село,
Новачихский сельский совет,
Хорольский район,
Полтавская область,
Украина.
Код КОАТУУ — 5324883809. Население по переписи 2001 года составляло 100 человек.

## Географическое положение
Село Остапенки находится на расстоянии в 0,5 км от села Зубенки и в 1-м км от села Иващенки.
По селу протекает пересыхающий ручей с запрудой.

## История
В период между 1869 и 1912 годом присоединена Халеживщина.
Село указано на «Специальной карте Западной части России» Фёдора Шуберта 1826—1840 годов. 